# (4289) Biwako
(4289) Biwako es un asteroide perteneciente al cinturón de asteroides, descubierto el 29 de octubre de 1989 por Atsushi Sugie desde la Observatorio Astronómico Dynic, Taga, Japón.

## Designación y nombre
Designado provisionalmente como 1989 UA2. Fue nombrado Biwako en homenaje al lago Biwa en Japón.